# Frühägäische Sauciere

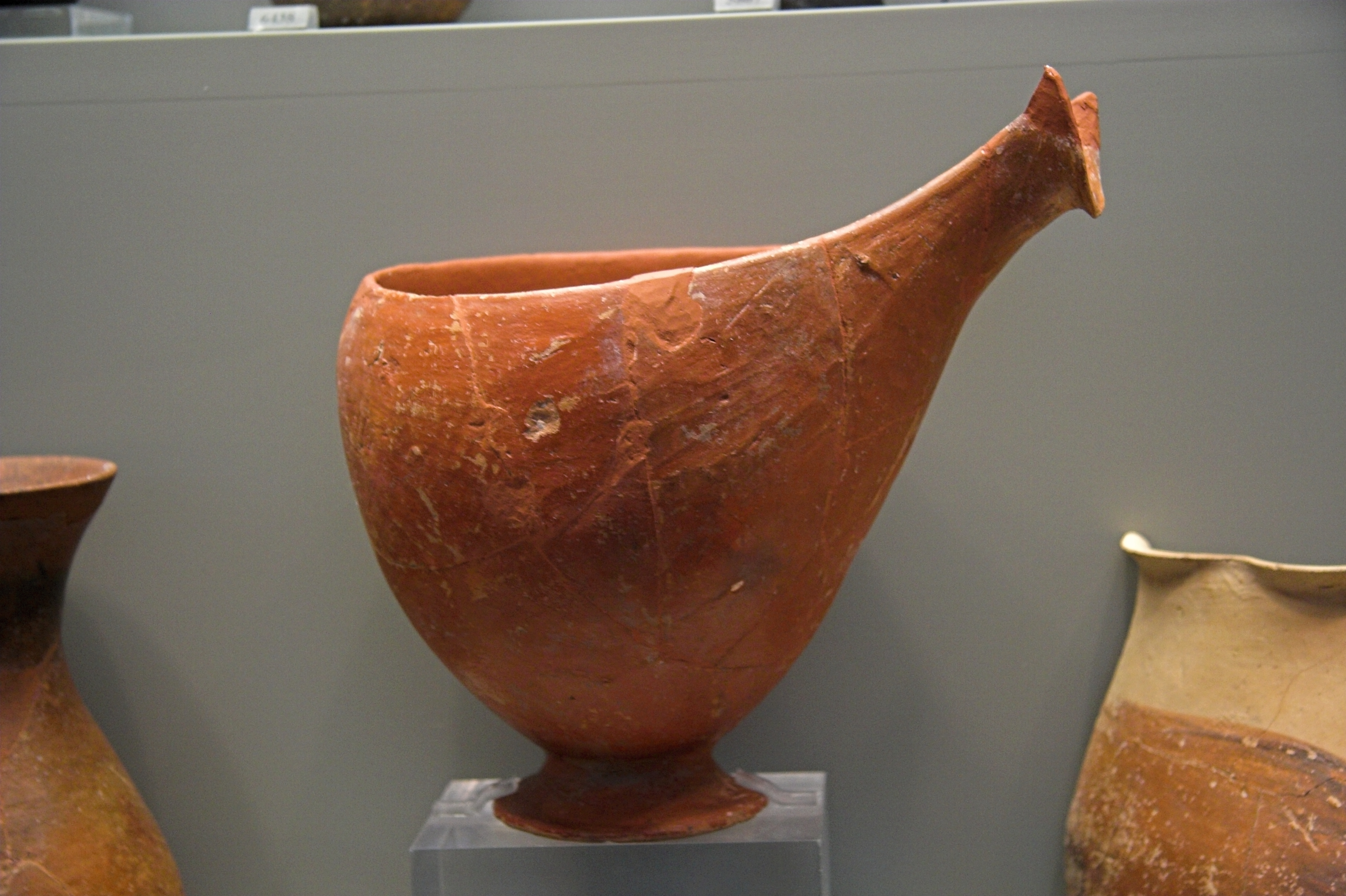
Rote Urfirnis-Sauciere ohne Henkel aus Orchomenos (2700–2100 v. Chr.)

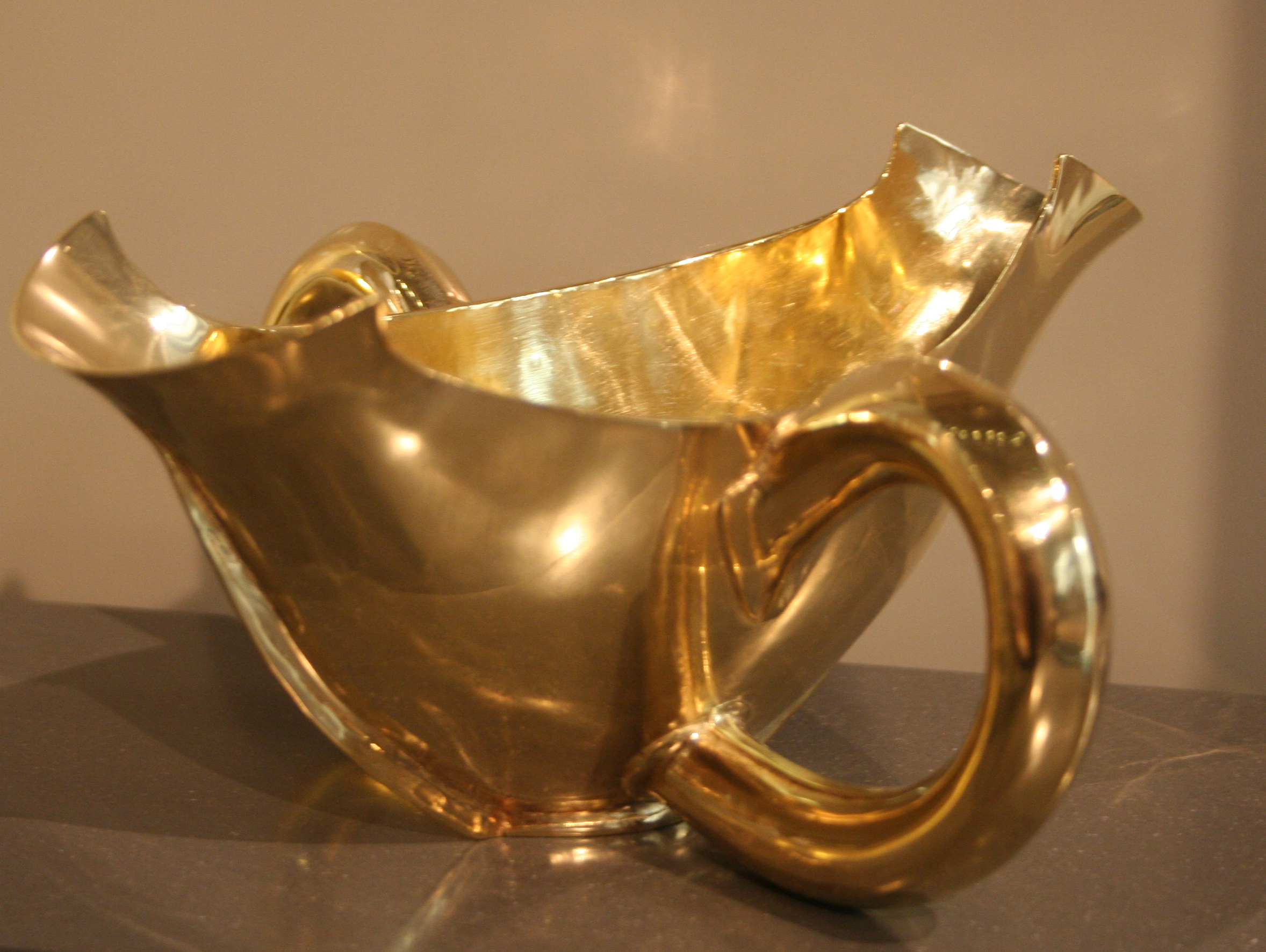
Goldene Sauciere aus Troja (23. Jahrhundert v. Chr.)

Als Frühägäische Sauciere (engl. sauce boat) oder Schnabeltasse wird ein frühbronzezeitlicher Gefäßtyp aus Griechenland bezeichnet. Es handelt sich hierbei um eine der wichtigsten Leitformen des Frühhelladikums (FH II–III, 2650–2000 v. Chr.) und des Frühkykladikums (FK II–III, 2700–2000 v. Chr.) und ist oft nach einfachen Gefäßen der häufigste Gefäßtyp dieser Zeit.
Der Archäologe Carl Blegen vermutete, dass sich die Sauciere aus einer ovalen Schale entwickelte. An einem Ende setzte man einen mehr oder minder langgezogenen Ausguss und auf der gegenüberliegenden Seite einen Griff an. Der Ausguss endete in einer ausgeprägten Lippe. Der Griff wurde entweder horizontal oder vertikal angebracht. Neben den Gefäßen aus Ton, die zum Teil mit Urfirnis überzogen waren, fand man auch Modelle aus Metall. Der Schatz des Priamos, den Heinrich Schliemann 1873 in Troja entdeckte, enthielt auch eine Sauciere aus massivem Gold. Diese hatte jedoch zwei große ringförmige Griffe an den Seiten und zwei sich gegenüberliegende Ausgüsse. Sie wurde vermutlich nicht in Troja hergestellt, sondern aus der Ägäis oder vom griechischen Festland importiert.